# The Deserter
The Deserter (em italiano:  La spina dorsale del diavolo) é um filme ítalo-estadunidense-iugoslavo de 1971, do gênero faroeste, dirigido por Burt Kennedy e Niksa Fulgosi (não creditado), roteirizado por Clair Huffaker, música Piero Piccioni.

## Sinopse
Um homem, desertor da cavalaria, após a morte de sua esposa por apaches, é chamado para treinar um grupo de soldados e deter a ofensiva dos apaches, liderados por um violento guerreiro.

## Elenco
- Bekim Fehmiu como Capitão Victor Kaleb
- Richard Crenna como Major Wade Brown
- John Huston como General Miles
- Chuck Connors como Reynolds
- Ricardo Montalban como Natachai
- Ian Bannen como Capitão Crawford
- Brandon De Wilde como Ferguson
- Slim Pickens como Tattinger
- Woody Strode como Jackson
- Albert Salmi como Schmidt
- Patrick Wayne como Capitão Bill Robinson
- Fausto Tozzi como Orozco
- Mimmo Palmara como Chefe Mangus Durango
- John Alderson como O'Toole
- Doc Greaves como Scott
- Lucio Rosato como Jed